# کونییتس
کونییتس (بوسنیایی: Konjic) یک شهرک و شهرداری در بوسنی و هرزگوین است که در کانتون هرزگوین-نرتوا واقع شده‌است.

## خصوصیات
کونییتس ۱٬۱۶۹ کیلومترمربع مساحت و ۲۶٬۳۸۱ نفر جمعیت دارد.